# 전춘원
전춘원(田春源, 1957년 4월 22일 ~ )은 대한민국의 제3·4·6대 경상남도 의령군의원이었다.

## 학력
- 신반중학교 졸업
- 진주보건대학교 사회복지과 재학중

## 경력
- 유곡초등학교 40회 동창회장
- 유곡면 농업경영인 회장
- 민주정의당 유곡면 청년회장
- 의령토건중기 대표
- 의령경찰서 방범자문위원
- ㈜부흥건설 대표이사
- 1998.07 ~ 2002.06 제3대 경상남도 의령군의회 의원
- 1998.07 ~ 2000.07 제3대 경상남도 의령군의회 전반기 내무위원회 위원
- 2000.07 ~ 2002.06 제3대 경상남도 의령군의회 후반기 산업건설위원회 위원
- 유곡면 체육회 이사
- ㈜부흥산업개발 대표이사
- 민주평화통일자문회의 자문위원
- 2002.07 ~ 2006.06 제4대 경상남도 의령군의회 의원
- 2002.07 ~ 2004.07 제4대 경상남도 의령군의회 전반기 부의장
- 2002.07 ~ 2004.07 제4대 경상남도 의령군의회 전반기 산업건설위원회 위원
- 2004.07 ~ 2006.06 제4대 경상남도 의령군의회 후반기 산업건설위원회 위원
- 2010.07 ~ 2014.06 제6대 경상남도 의령군의회 의원
- 2010.07 ~ 2012.07 제6대 경상남도 의령군의회 전반기 산업건설위원회 위원
- 2012.07 ~ 2014.06 제6대 경상남도 의령군의회 후반기 의장

## 역대 선거 결과
|  | 57.87% |

|  | 37.71% |

|  | 18.57% |

|  | 24.49% |

|  | 15.37% |